# Olberdam
Olberdam de Oliveira Serra, meglio noto come Olberdam (João Pessoa, 6 febbraio 1985), è un ex calciatore brasiliano, di ruolo centrocampista.